# Jack Langedijk
Jack Langedijk (* 1956) ist ein kanadischer Theaterregisseur und Schauspieler.
Langendijk genoss eine typische Schauspielerausbildung an der Concordia University in Montreal und dem Sheridan College in Ontario. Nach dem Schulabschluss gründete er eine eigene Theaterfirma und arbeitete in dieser Branche als Regisseur für viele Bühnenaufführungen, so unter anderem häufig von Shakespeare.
Neben seiner Arbeit im Theater, ist er zudem als fiktiver Darsteller in vielen Filmen und Fernsehserien tätig. So hatte er unter anderem kleinere Auftritte in Filmproduktionen wie Darkman II – Durants Rückkehr (1995) und Episoden von Serien wie Relic Hunter und Mutant X.

## Filmografie (Auswahl)
- 1984: Evil Judgement
- 1986: Spearfield’s daughter
- 1987: Ford – The Man and the Machine
- 1987: The Great Land of Small
- 1989: Divided Loyalties
- 1989: Blind Fear – Nackte Angst (Blind Fear)
- 1991: The Final Heist
- 1991: Urban Angel
- 1992: A Cry in the Night
- 1993: Flight from Justice
- 1994: RoboCop
- 1994: Mrs. Parker und ihr lasterhafter Kreis (Mrs. Parker and the Vicious Circle)
- 1995: Darkman II – Durants Rückkehr (Darkman II – The Return of Durant)
- 1995: Kung Fu
- 1997: Ruf der Wildnis (The Call of the Wild: Dog of the Yukon)
- 1998: Sir Arthur Conan Doyle’s Lost World
- 1999: Bonanno: A Godfather’s Story
- 1999: PSI Factor – Es geschieht jeden Tag (PSI Factor – Chronicles of the Paranormal, Fernsehserie, 1 Folge)
- 2001: Relic Hunter – Die Schatzjägerin (Relic Hunter, Fernsehserie, 2 Folgen)
- 2003: Mutant X (Fernsehserie, 1 Folge)
- 2004: The Grid
- 2004: Sue Thomas: F.B.I. (Sue Thomas: F.B.Eye, Fernsehserie, 2 Folgen)
- 2006: Skyland (animierte Fernsehserie, 26 Folgen, Stimme)
- 2012: The Listener – Hellhörig (The Listener, Fernsehserie, 1 Folge)